# Li Fangying

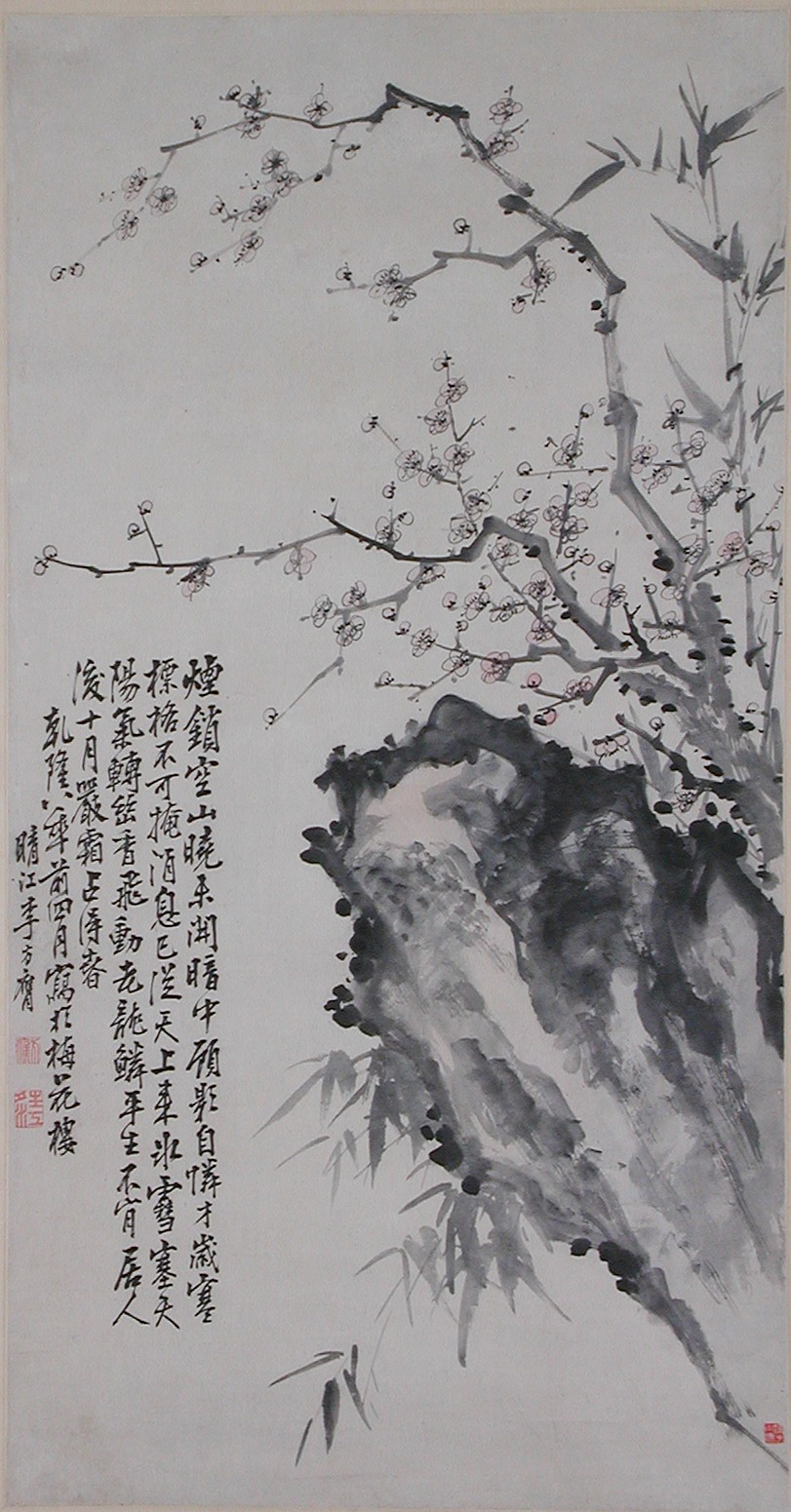
Bamboe, pruimenboom en steen (1743), collectie Metropolitan Museum of Art

Li Fangying (Chinese: 李方膺; 1696–1755) was een Chinees kunstschilder uit Jiangsu die leefde ten tijde van de vroege Qing-periode. Zijn omgangsnamen waren Qing Jiang (晴江) en Qiu Chi (秋池). Li behoort tot de canon van de 'Acht Excentriekelingen van Yangzhou': een groep schilders die de heersende ideeën over de schilderkunst verwierpen en een eigen expressieve stijl ontwikkelde.
Li Fangying diende twintig jaar lang als arrondissementsmagistraat en stond op goede voet met Jin Nong (1687–1764) en Zheng Xie (1693–1765). In zijn schilderwerken legde hij zich vooral toe op het schilderen van planten. Li specialiseerde zich met name in het schilderen van de 'Drie Vrienden van de Winter' (bamboe, den en pruimenbloesem) en orchideeën.